# Carl Oskar Schlobach
Carl Oskar Schlobach war ein deutscher Hersteller von Automobilen.

## Unternehmensgeschichte
Das Unternehmen aus Breslau begann 1906 mit der Produktion von Automobilen. Der Markenname lautete COS. 1907 endete die Produktion.

## Fahrzeuge
Eines der angebotenen Modelle verfügte über einen Vierzylindermotor mit 14 PS Leistung. Daneben gab es ein Sechszylindermodell mit 20 PS Leistung. Beide Modelle verfügten über ein Stahlchassis.